# Stardust Wink
Stardust Wink im Marketing mit Sternsymbol: Stardust★Wink, (jap. スターダスト★ウインク, Sutādasuto★Uinku) ist ein Shōjo-Manga der japanischen Mangaka Nana Haruta, der von 2008 bis 2012 erschien.

## Handlung
Im Zentrum der Handlung steht die 14-jährige Anna. Diese ist seit Kindesbeinen mit den beiden gleichaltrigen Jungen Sou und Hinata befreundet, zumal sich ihre Wohnung zwischen denen der beiden befindet. Beide sind zudem die begehrtesten Jungen an ihrer Schule, was für Anna Unannehmlichkeiten bringt, da andere annehmen, dass sie mit einem der beiden ausgeht. Als sie einem Jungen ihre Liebe gestehen wollte, wies dieser sie ab, weil er davon ausging sie wolle ihren Freund nur eifersüchtig machen, und die anderen Mädchen sehen sie als ihre Rivalin. Diese Situation verkompliziert sich als eines Tages Sō ihr seine Liebe gesteht und sie um ihn nicht zu verletzen akzeptiert ein Paar zu werden, wobei die Beziehung anhand dieser Einseitigkeit zerbricht. Zudem erkennt Anna, dass sie mehr als nur Freundschaft für Hinata empfindet.

## Charaktere
Anna (古城 杏菜, Koshiro Anna): Anna ist mit ihren Sandkastenfreunden Sou und Hinata aufgewachsen. Anfangs war sie mit Sou zusammen, stellte jedoch fest, dass ihr Herz nur Hinata gehört.
Hinata (都倉 日向, Tokura Hinata): Hinata ist ein ruhiger Junge, der sich gerne um Annas Haustier kümmert und gerne malt.
Sou (永瀬 颯, Nagase Sō): Sou ist mit Hinata einer der besten Schüler der ganzen Schule. Er ist sportlich und sehr gute Noten, weshalb er mit seiner großen Liebe Anna in dieselbe Highschool gehen kann

## Veröffentlichungen
Der Manga der Zeichnerin Nana Haruta erschien von Ausgabe 2/2009 vom 29. Dezember 2008 bis 2/2013 vom 28. Dezember 2012 im japanischen Shōjo-Manga-Magazin Ribon. Die Einzelkapitel wurden vom Verlag Shūeisha in 11 Sammelbänden (Tankōbon) zusammengefasst.
In Deutschland wurde die Serie vom Verlag Tokyopop lizenziert, die ihn seit dem 14. Oktober 2010 veröffentlichen. Alle 11 Bände sind erschienen.

## Hörspiel
Am 13. Mai 2011 anlässlich des Erscheinens des sechsten Manga-Bandes veröffentlichte Shūeisha auf der Website des Manga ein Hörspiel. Bis zum 3. Juni 2011 erschienen vier Folgen. Anna wurde dabei gesprochen von Mariya Ise, Hinata von Daisuke Namikawa und Sou von Shinnosuke Tachibana.